# Linia kolejowa 56 Kaposvár – Barcs
Linia kolejowa Kaposvár – Barcs – linia kolejowa na Węgrzech. Jest to linia jednotorowa, w całości niezelektryfikowana. Łączy stację Kaposvár z Barcs. Obecnie jest wyłączona z użytku i rozebrana.

## Historia
Linia kolejowa została otwarta 17 listopada 1905.